# کانگوروی خرگوشی درازپا
کانگوروی خرگوشی درازپا (نام علمی: Bettongia longipes) کیسه‌داری از تیره کانگوروهای موش‌وار، سردهٔ کانگوروهای خرگوشی است که در ویکتوریا و نیو ساوت ولز یافت می‌شود. در سیاهه قرمز IUCN، این جانور در وضعیت در معرض خطر طبقه‌بندی شده است.